# Coppa Italia 2020-2021 (hockey in-line)
La Coppa Italia 2020-2021 è stata la 22ª edizione della principale coppa nazionale italiana di hockey in-line. È stata disputata dal 3 ottobre 2020 al 6 giugno 2021. I Diavoli Vicenza si sono aggiudicati il trofeo per la seconda volta nella sua storia sconfiggendo in finale il Milano Quanta.

## Partite

### Primo turno
| Squadra 1           | Risultato | Squadra 2     |
| ------------------- | --------- | ------------- |
| 3 ottobre 2020      |           |               |
| CVS Civitavecchia C | 5 - 0     | SPV Viareggio |
| 4 ottobre 2020      |           |               |
| Diavoli Vicenza C   | 2 - 5     | Asiago Newts  |

### Secondo turno

#### Girone B
| Squadra                 | Pt | G | V | N | P | GF | GS | DG  |
| ----------------------- | -- | - | - | - | - | -- | -- | --- |
| Asiago Newts            | 6  | 2 | 2 | 0 | 0 | 14 | 8  | +6  |
| Old Style Torre Pellice | 3  | 2 | 1 | 0 | 1 | 14 | 8  | +6  |
| Invicta Modena          | 0  | 2 | 0 | 0 | 2 | 5  | 17 | -12 |

| Data    | Incontri                               | Risultato |
|         |                                        |           |
| 11 nov. | Old Style Torre Pellice-Invicta Modena | 10-1      |
| 11 nov. | Invicta Modena-Asiago Newts            | 4-7       |
| 11 nov. | Asiago Newts-Old Style Torre Pellice   | 7-4       |

| Data    | Incontri                               | Risultato |
|         |                                        |           |
| 11 nov. | Old Style Torre Pellice-Invicta Modena | 10-1      |
| 11 nov. | Invicta Modena-Asiago Newts            | 4-7       |
| 11 nov. | Asiago Newts-Old Style Torre Pellice   | 7-4       |

#### Girone C
| Squadra           | Pt | G | V | N | P | GF | GS | DG |
| ----------------- | -- | - | - | - | - | -- | -- | -- |
| Edera Trieste     | 6  | 2 | 2 | 0 | 0 | 12 | 4  | +8 |
| Tergeste Tigers   | 3  | 2 | 1 | 0 | 1 | 6  | 5  | +1 |
| Diavoli Vicenza C | 0  | 2 | 0 | 0 | 2 | 3  | 12 | -9 |

| Data    | Incontri                          | Risultato |
|         |                                   |           |
| 10 nov. | Tergeste Tigers-Diavoli Vicenza C | 4-1       |
| 10 nov. | Edera Trieste-Tergeste Tigers     | 4-2       |
| 10 nov. | Diavoli Vicenza C-Edera Trieste   | 2-8       |

| Data    | Incontri                          | Risultato |
|         |                                   |           |
| 10 nov. | Tergeste Tigers-Diavoli Vicenza C | 4-1       |
| 10 nov. | Edera Trieste-Tergeste Tigers     | 4-2       |
| 10 nov. | Diavoli Vicenza C-Edera Trieste   | 2-8       |

#### Girone D
| Squadra             | Pt | G | V | N | P | GF | GS | DG  |
| ------------------- | -- | - | - | - | - | -- | -- | --- |
| Corsari Riccione    | 5  | 2 | 2 | 0 | 0 | 6  | 1  | +5  |
| Libertas Forlì      | 4  | 2 | 1 | 0 | 1 | 10 | 2  | +8  |
| CVS Civitavecchia C | 0  | 2 | 0 | 0 | 2 | 0  | 13 | -13 |

| Data    | Incontri                             | Risultato |
|         |                                      |           |
| 10 nov. | Libertas Forlì-Corsari Riccione      | 1-2 (dts) |
| 10 nov. | Corsari Riccione-CVS Civitavecchia C | 4-0       |
| 10 nov. | CVS Civitavecchia C-Libertas Forlì   | 0-9       |

| Data    | Incontri                             | Risultato |
|         |                                      |           |
| 10 nov. | Libertas Forlì-Corsari Riccione      | 1-2 (dts) |
| 10 nov. | Corsari Riccione-CVS Civitavecchia C | 4-0       |
| 10 nov. | CVS Civitavecchia C-Libertas Forlì   | 0-9       |

#### Girone E
| Squadra           | Pt | G | V | N | P | GF | GS | DG |
| ----------------- | -- | - | - | - | - | -- | -- | -- |
| CVS Civitavecchia | 6  | 2 | 2 | 0 | 0 | 7  | 3  | +4 |
| Castelli Romani   | 3  | 2 | 1 | 0 | 1 | 4  | 4  | 0  |
| Mammuth Roma      | 0  | 2 | 0 | 0 | 2 | 4  | 8  | -4 |

| Data    | Incontri                          | Risultato |
|         |                                   |           |
| 10 nov. | Mammuth Roma-CVS Civitavecchia    | 2-5       |
| 10 nov. | Castelli Romani-Mammuth Roma      | 3-2       |
| 10 nov. | CVS Civitavecchia-Castelli Romani | 2-1       |

| Data    | Incontri                          | Risultato |
|         |                                   |           |
| 10 nov. | Mammuth Roma-CVS Civitavecchia    | 2-5       |
| 10 nov. | Castelli Romani-Mammuth Roma      | 3-2       |
| 10 nov. | CVS Civitavecchia-Castelli Romani | 2-1       |

### Terzo turno
| Squadra 1         | Risultato | Squadra 2      |
| ----------------- | --------- | -------------- |
| 27 marzo 2021     |           |                |
| Corsari Riccione  | 3 - 5     | Monleale       |
| CVS Civitavecchia | 1 - 3     | Cittadella     |
| Edera Trieste     | 3 - 2     | CUS Verona     |
| Asiago Newts      | 9 - 4     | Lepis Piacenza |

### Quarto turno
| Squadra 1     | Risultato | Squadra 2     |
| ------------- | --------- | ------------- |
| 5 aprile 2021 |           |               |
| Cittadella    | n.d.      | Edera Trieste |
| Asiago Newts  | 3 - 8     | Monleale      |

### Final Eight
La Final Eight della manifestazione si è disputata dal 4 al 6 giugno 2021 presso il Pattinodromo di via Ribolle di Forlì.

#### Quarti di finale
| Squadra 1       | Risultato | Squadra 2     |
| --------------- | --------- | ------------- |
| 4 giugno 2021   |           |               |
| Milano Quanta   | 3 - 1     | Real Torino   |
| Diavoli Vicenza | 3 - 0     | Monleale      |
| Ghosts Padova   | 0 - 2     | Asiago Vipers |
| Ferrara         | 4 - 0     | Edera Trieste |

#### Ripescaggi quarti di finale
| Squadra 1     | Risultato | Squadra 2     |
| ------------- | --------- | ------------- |
| 4 giugno 2021 |           |               |
| Real Torino   | 4 - 2     | Monleale      |
| Ghosts Padova | 4 - 0     | Edera Trieste |

#### Semifinali
| Squadra 1       | Risultato | Squadra 2     |
| --------------- | --------- | ------------- |
| 5 giugno 2021   |           |               |
| Diavoli Vicenza | 5 - 0     | Milano Quanta |
| Ferrara         | 2 - 1     | Asiago Vipers |

#### Ripescaggi semifinali
| Squadra 1     | Risultato       | Squadra 2     |
| ------------- | --------------- | ------------- |
| 4 giugno 2021 |                 |               |
| Milano Quanta | 1 - 0           | Ghosts Padova |
| Asiago Vipers | 3 - 1           | Real Torino   |
| Asiago Vipers | 2 - 2 (0-1 dtr) | Milano Quanta |

#### Finale
| Squadra 1       | Risultato | Squadra 2 |
| --------------- | --------- | --------- |
| 6 giugno 2021   |           |           |
| Diavoli Vicenza | 4 - 0     | Ferrara   |

#### Ripescaggi finale
| Squadra 1     | Risultato | Squadra 2     |
| ------------- | --------- | ------------- |
| 6 giugno 2021 |           |               |
| Ferrara       | 0 - 5     | Milano Quanta |

#### Super Final
| Squadra 1       | Risultato | Squadra 2     |
| --------------- | --------- | ------------- |
| 6 giugno 2021   |           |               |
| Diavoli Vicenza | 4 - 3     | Milano Quanta |